# Apollonios från Tyana

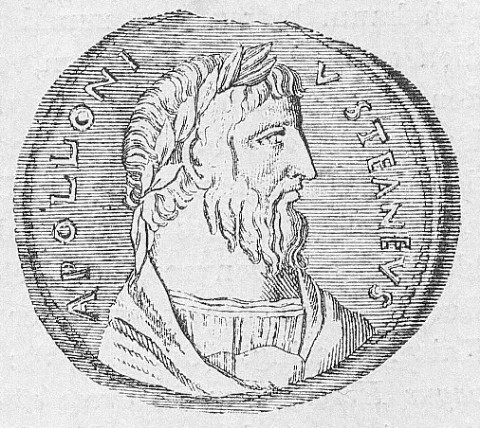
Mynt med bild av Apollonios från Tyana.

Apollonios från Tyana i Kappadokien, död på 90-talet e.Kr, var en grekisk vandrarfilosof och undergörare som var verksam under det första århundradet e.Kr.

## Biografi
Apollonios var en av de mest utmärkande representanterna för nypytagoreismen. Från Orienten, och företrädesvis från Indien, härstammade enligt hans uppfattning all hemlig och djup vishet, och han sägs också under sina många resor ha besökt magerna och de indiska vise. Han lärde ut, att människan måste föra ett rent och asketiskt liv för att kunna vinna omedelbar enhet med Gud. Själv avhöll han sig från kött och vin, klädde sig i linnedräkt, gick barfota, lät håret växa och avhöll sig från äktenskaplig kärlek. Han hade en stor vördnad för de traditionella religionslärorna, men ansåg att man endast genom omtydning eller hemlig tolkning av dem kunde förstå deras egentliga innehåll och vinna sann vishet. Han var ovän med filosofen Eufrates.
Han beskrivs i källorna som en undergörare och ett sedligt och religiöst ideal. Eunapios såg honom som en halvgud, och ansåg att hans livsberättelse borde kallas "Guds besök till mänskligheten". Han sägs ha haft förmågan att driva ut demoner, uppväcka de döda, förutse framtiden och gå rakt igenom murar, och motståndare till kristendomen har framställt honom som en hednisk motbild till den kristna religionens stiftare.
Flera högt uppsatta personer i romarriket dyrkade och vördade Apollonios, bland andra Julia Domna och kejsar Aurelianus.